# Hans Speckaert

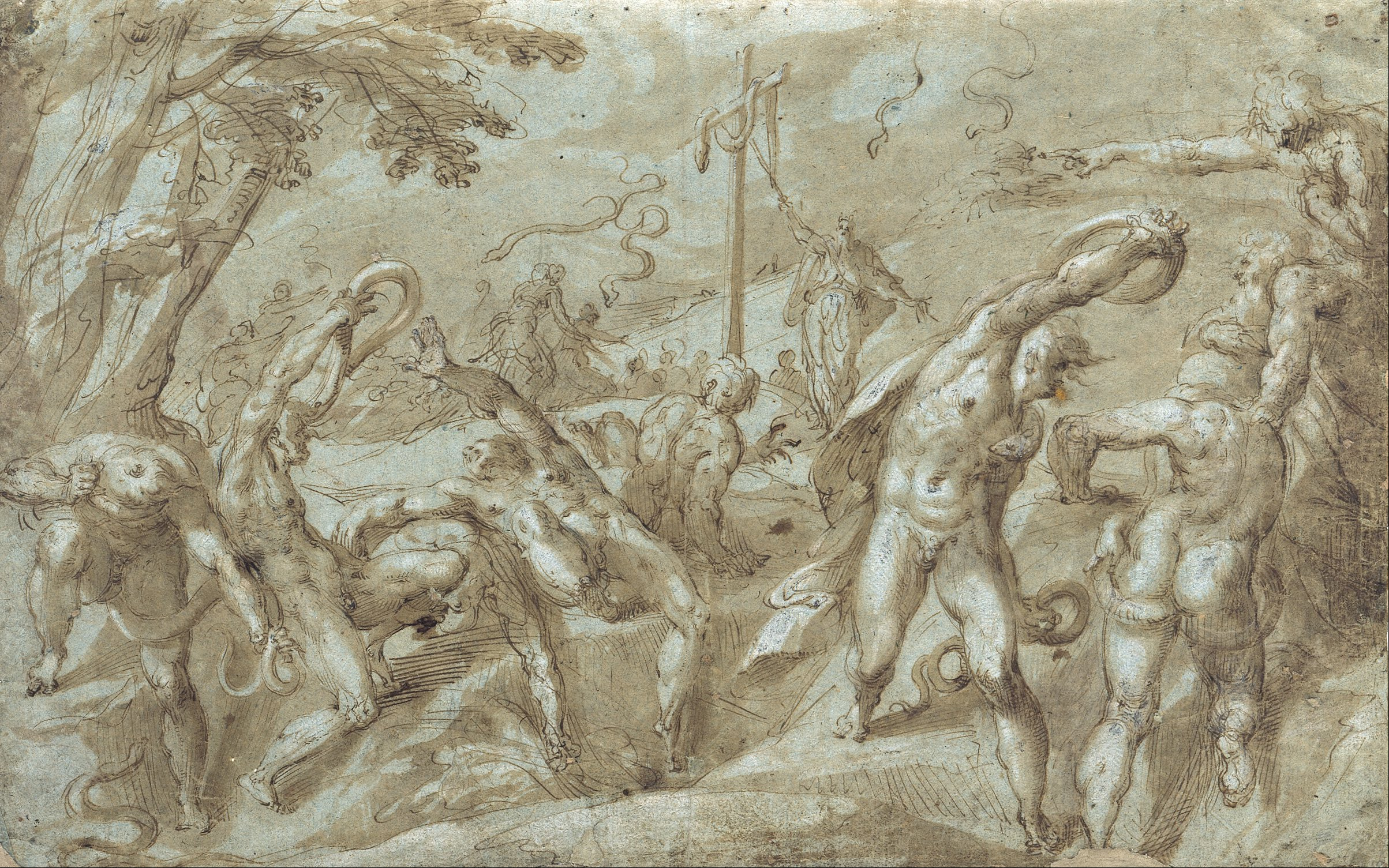
De bronzen slang, Museum Kunstpalast, Düsseldorf

Hans Speckaert (Brussel, 1540 - Rome, 1577) was een Zuid-Nederlands kunstschilder.

## Biografie
Zijn vader was een borduurwerker. In 1562 was Speckaert al actief in Rome, waar hij aansloot bij een vriendenkring van schilders uit de Nederlanden met onder meer Anthonie van Santvoort, Aert Mijtens, Bartholomeus Spranger en Cornelis Cort. De biografische informatie is afkomstig van Karel van Mander, die in 1575 ook in Rome verbleef.
Hij wist zich in Rome een zekere reputatie op te bouwen en zijn werk met zijn elegante vloeiende tekenstijl, was van grote invloed op de groep van Duitse, Vlaamse en Hollandse schilders in Rome zoals Hendrik de Clerck, Joseph Heintz, Hans von Aachen en Aert Mijtens. In zijn werk kan men de invloed terugvinden van een aantal Italiaanse renaissance meesters, van Rafaël tot Michelangelo, maar ook van maniëristische schilders uit Rome en Florence zoals Francesco Salvati, Polidoro da Caravaggio en de gebroeders Zuccarro.

## Werken
Schilderijen
- Portret van Cornelis Cort, ca. 1575, Kunsthistorisches Museum, Wenen
- De bekering van Paulus op de weg naar Damascus, Musée du Louvre, Parijs
- Jaël en Sisera, Museum Boijmans van Beuningen, Rotterdam

Tekeningen
- Diana en Acteon, Palazzo Patrizi, Rome
- Mozes en de koperen slang, Museo Nacional de Bellas Artes, Buenos Aires
- De Boodschap, Koninklijke Musea voor Schone Kunsten van België, Brussel
- Mars en Venus, Rijksmuseum, Amsterdam
- Naakte krijgers in gevecht Rijksmuseum, Amsterdam